# Clockwerk
Clockwerk es el enemigo principal de Sly Cooper en la primera y segunda parte de la saga de videojuegos que recibe el mismo nombre.

## Historia
Clockwerk es un tipo de búho que ha luchado contra el clan de los Cooper desde tiempos muy remotos. Era tal el odio que sentía por esta familia que en un determinado momento decidió cambiar su cuerpo por uno robótico, con el fin de poder vivir eternamente y así poder acabar con todos los descendientes de la familia Cooper, hasta que no quedase ninguno.

### Sly Raccoon
Clockwerk es el principal enemigo de Sly Cooper y más poderoso de todos los jefes del juego Sly Cooper y el Latronius Mapáchibus. Cuando supo que el último de los Cooper tenía un hijo (este niño se llama Sly Cooper, el protagonista de la saga) decidió atacar con una banda de ladrones llamada Fiendish Five (Los Cinco Payasos en español). Esta pandilla mató al padre de Sly; pero dejó a este último con vida para que Clockwerk pudiera tener la satisfacción de poder matarlo cuando fuese mayor, y así demostrar que era más fuerte que el clan de los Cooper. Clockwerk es destruido por Sly en el volcán Krack-Karov, en Rusia.

### Sly 2:Thieves of white glove
Aunque Clockwerk es vencido en la última pelea con Sly, en el segundo juego de la saga (Sly 2: Ladrones de Guante Blanco) sigue ahí, en el mundo de Sly y, sólo destruyendo el chip de odio se irá para siempre de su mundo. Clockwerk es destruido; pero no tiene vida, ya que está dividido en diferentes piezas, piezas que Sly intenta robar para poder impedir que vuelva a la vida; aunque cuando las va a robar, descubre que ya alguien lo ha hecho. La banda Klaww decide robar las partes de la lechuza robótica para poder utilizarla para intereses malvados propios, excepto un miembro de la banda, que se hace con todas las piezas de Clockwerk para unirlas y conseguir meterse en su cuerpo, con el fin de poder volar. Pero la ayudante de este miembro lo traiciona y al final es ella quien se mete en el cuerpo de Clockwerk, convirtiéndose así en Clock-La. Y tras luchar contra Sly acaba destruyéndose, y esta vez del todo, porque destruyen el chip del odio.

## Legado Clockwerk
¡COOPER! ¡ Nunca te librarás de mí! ¡Clockwerk es superior! 
Desafortunadamente, el daño que el pico le había hecho a Bentley lo confinó a una silla de ruedas por el resto de su vida y actuó como un recordatorio de las últimas palabras de Clockwerk en el primer juego.  
Aunque Bentley afirma haber superado lo que le había hecho el malvado búho, a veces todavía le persigue el hecho de que nunca podría volver a caminar.
Sin embargo, después de derrotar a Penelope en " Of Mice and Mechs ", Bentley parece haber conquistado finalmente esta tragedia, ya que la película final mostraba una secuencia de sueños en la que él derrotaba a Clockwerk y al Caballero Negro .

## Diseño & Desarrollo
Clockwerk era un búho real gigante hecho completamente de metal. Tiene grandes ojos amarillos. El interior de su boca es del mismo color que sus ojos. También tiene tres garras grandes en cada pie y una ceja grande que constantemente se baja con ira. 
Cuando atacaba, Clockwerk tenía tiradores de plasma en los pies y la espalda, o tiradores de anillos eléctricos en la cabeza y la punta de los codos.
En su forma orgánica, Clockwerk estaba cubierto de plumas de color marrón claro. Tenía ojos rojos brillantes y tres garras blancas en cada pie. El interior de su boca estaba teñido de rojo oscuro.

### Personalidad
¿Es inapropiado referirse a él como un monstruo? No, en absoluto. ¿Qué tipo de persona permanece viva durante cientos de años con la intención expresa de acabar con la línea familiar de u. rival?
Clockwerk estaba obsesionado con demostrar que era superior al Clan Cooper. Se le puede identificar como un psicópata, pudiendo soportar miles de años de espera antes de planear acabar con el nombre de Cooper con Sly.
Se burlaba abiertamente de la familia Cooper siempre que tenía la oportunidad. Pudo crear tecnología avanzada y numerosos planes sobre cómo erradicar al esquivo Sly Cooper mientras invadía su guarida en Rusia.
Esto le dio algo de mérito a su jactancia, pero también lo llevó a desarrollar un complejo de superioridad, afirmando que su forma robótica era perfecta para otorgarle la inmortalidad solo para mantenerse al día con los Cooper a lo largo de la historia. 
En general, Clockwerk era un personaje malvado, amargado y obsesionado que no deseaba nada más que la erradicación de su némesis, Sly Cooper y sus antepasados, a cualquier precio, incluso su propio cuerpo. Sin embargo, esto resultó ser su perdición.